# Isochromodes ardilla
Isochromodes ardilla är en fjärilsart som beskrevs av Paul Dognin 1896. Isochromodes ardilla ingår i släktet Isochromodes och familjen mätare. Inga underarter finns listade i Catalogue of Life.